# Koszele (Lublin)
Pour les articles homonymes, voir Koszele.
Koszele (prononciation [kɔˈʂɛlɛ]) est une localité de la gmina de Susiec, du powiat de Tomaszów Lubelski, dans la voïvodie de Lublin, situé dans l'est de la Pologne.
Elle se situe à environ 13 kilomètres à l'ouest de Tomaszów Lubelski (siège du powiat) et 105 kilomètres au sud-est de Lublin (capitale de la voïvodie).

## Administration
De 1975 à 1998, la localité est attachée administrativement à l'ancienne voïvodie de Zamość.

Depuis 1999, elle fait partie de la nouvelle voïvodie de Lublin.